# Adrasto
Adrasto era filho de Talau e Eurínome, filha de Ífito, ou filho de Talau e Lisímaca, filha de Abas, filho de Melampo, Talau era um dos três reis de Argos. Durante uma disputa entre as casas mais poderosas de Argos, Talau foi morto por Anfiarau, e Adrasto foi expulso, fugiu e foi ter com Pólibo, rei de Sicião. Quando Pólibo morreu sem herdeiros, Adrasto o sucedeu no trono.
Segundo Pseudo-Apolodoro, Adrasto se casou com Anfiteia, filha de Prónace, outro filho de Talau e Lisímaca, e teve três filhas, Argia, Dípile, Egialeia, e dois filhos, Egialeu e Cianipo. Depois disso, Adrasto reconciliou-se com Anfiareu, deu-lhe sua irmã Erifila em casamento e regressou ao reino de Argos.
O oráculo de Apolo  ou um vidente  havia dito a Adrasto que ele deveria casar suas filhas com um javali e um leão; quando Adrasto viu Tideu, filho de Eneu, e Polinices, filho de Édipo, respectivamente vestidos com uma pele de javali e uma pele de leão, (ou usando nos escudos desenhos de um javali e de um leão), exilados de seus reinos, interpretou o oráculo e casou Argia, a mais velha, com Polinices e Dípile com Tideu.
Durante esse tempo aconteceu que Tideu de Calidão e Polinices de Tebas, ambos fugitivos de seus países, encontraram-se perto do palácio de Argos e, após uma troca de palavras, começaram a lutar. Adrasto ordenou que os separassem e imediatamente os reconheceu como os homens que um oráculo previra que seriam os futuros maridos de suas filhas, pois um vestia a pele de um javali e outro a de um leão, tal como o oráculo previu..
Então Adrasto deu em casamento suas filhas Dípile e Argeia a Tideu e a Polinices, respectivamente, e ao mesmo tempo prometeu ajudá-los a regressar à sua terra.
Adrasto preparou-se para a guerra contra Tebas, apesar de Anfiareu prever que todos os que o fizessem pereceriam, com exceção de Adrasto. Assim se organizaram os Sete contra Tebas, grupo em que Adrasto foi auxiliado por Polinices, Tideu, Anfiareu, Capaneu, Hipomedonte e Partenopeu. A guerra acabou tal como Anfiareu tinha previsto, e Adrasto só se salvou devido à rapidez de seu cavalo Arião, presente de Héracles.
Creonte de Tebas recusou-se a dar os corpos dos seis heróis que caíram na batalha e Adrasto foi a Atenas implorar a ajuda dos atenienses. Teseu foi persuadido a ir numa expedição contra Tebas. Tomou a cidade e entregou os corpos para serem enterrados.
Dez anos depois, Adrasto convenceu os sete filhos dos heróis que morreram na batalha contra Tebas a fazer novo ataque contra essa cidade. Declarou que os deuses tinham aprovado sua iniciativa e prometeu a vitória. Tebas foi tomada e totalmente destruída, depois que grande parte de seus habitantes fugiu da cidade a conselho de Tirésias. O único a morrer nessa batalha, chamada dos Epígonos, foi Egialeu, seu filho.
Após construir um templo para Némesis nas redondezas de Tebas, regressou a casa. Mas, devido ao peso da idade e à morte de seu filho, morreu em Mégara e ali foi enterrado.